# サスペリア
『サスペリア』（Suspiria）は、1977年制作のイタリアのホラー映画。監督はダリオ・アルジェント、出演はジェシカ・ハーパーとアリダ・ヴァリなど。
トマス・ド・クインシーの1845年の小説『深き淵よりの嘆息』をモチーフに、ダリオ・アルジェントとダリア・ニコロディが脚本化し、ドイツのバレエ名門校に入学した若い娘を襲う恐怖を描いている。アルジェント監督による「魔女3部作」の1作目。
ゴブリンが奏でる恐怖の音楽が音響立体移動装置（サーカム・サウンド・システム）により増幅され一世を風靡した。
日本では1977年公開当時のキャッチコピー「決してひとりでは見ないでください」が流行語になり、同年公開の洋画でベストテンに入るヒットを記録、その影響で翌年、アルジェントによる1975年の無関係な作品が『サスペリアPART2』として日本公開されている。
2018年にルカ・グァダニーノ監督により同名でリメイクされた。

## ストーリー
バレリーナ志望のスージーは、ドイツにあるバレエの名門校に入学するために、ニューヨークからやって来た。空港でようやく拾うことができたタクシーに乗ってスージーは学校に向かう。激しい雨の中、彼女はバレエ学院に到着する。学院の建物は赤い館であり、そこの玄関では、若い生徒であるパットが何者かに追われているかのように怯えながら叫んでいた。そして、パットが「秘密のドア、アイリス、青いの……。」という言葉を発するのをスージーは聞き取った。
恐怖に顔をひきつらせたパットは、雷鳴の中をずぶ濡れになって走っていく。この奇妙な光景を見たスージーは、インターホンを通じてドアを開けるように頼むが冷たく拒絶されたため、仕方なく出直すことにする。
一方、パットは友人のアパートにたどり着き、この世のものとは思えない呻き声を耳にする。その直後、彼女は窓の外から突然現われた毛むくじゃらの腕に締めつけられ、執拗に胸や腹をナイフで突き刺されて死ぬ。また、彼女の悲鳴を聞きつけて駆けつけた友人も殺される。
翌日、再び学校を訪れたスージーは、ようやく入学することができる。そこには、海外旅行中という女理事長の代理のマダム・ブランク、厳格な主任教師のタナー女史、盲導犬に引かれる盲目のピアニストのダニエル、ルーマニア人の下男パブロ、マダムの甥で9歳になるアルバート少年らがいた。レッスン中、突然スージーは体調不良に陥り、途中で床に倒れこむ。校医の診察を受けたスージーは、増血のためとして葡萄酒を食事に加えられるが、この葡萄酒を飲むとスージーはいつもなぜか眠ってしまう。
スージーはサラという少女と仲良くなり、学院の様子をこと細かく知るようになる。その夜、寄宿舎の天井から白い蛆虫が落ちてくるという事件が起こる。学院はパニック状態になるが、屋根裏に保存してあったハムやソーセージに寄生したものだったと判明する。そこで当分の間、生徒たちは全員、バレエ練習用の大ホールにベッドを移して寝起きすることになる。
真夜中、ベッドに入っても眠れないスージーとサラは、大きな仕切り用のカーテンの向こうから漏れてくる不気味な呻き声にひどく怯え、またその呻き声の周辺からどこかへ立ち去っていく奇妙な足音を耳にする。サラは、呻き声の主が海外旅行中の理事長ではないかとスージーに告げるが、翌朝それをタナー女史に尋ねると、冷たい否定が返ってくる。
次の日、アルバートがダニエルの盲導犬に噛みつかれるという事件が起きる。タナーは烈火のごとく怒り、ダニエルを解雇する。ダニエルは「私は目が不自由でも耳は良いんだ。こんな呪われたところ出て行ってやる」と捨て台詞を吐きながらその場を立ち去る。こうした事件の起こる中、スージーとサラは、夜ごとタナーたちの靴音に好奇心をかきたてられる。なぜ教師たちの靴音が響き、突然それが消えてしまうのか。サラはその靴音を追って廊下に忍び出る。その夜、ビアホールからの帰り道に、ダニエルは自分の盲導犬に噛み殺される。
次の夜、スージーの寝室に来たサラは、最初に変死したパットから、死の直前に奇妙な話を聞かされ、謎めいたメモを預けられたことを告げる。しかしスージーは睡魔に襲われる。仕方がなく自室に戻ったサラは、恐怖心に襲われ、廊下に逃げ出す。何者かが追いかけてくる気配を感じ、屋根裏へ逃げ込むが、高い窓から工具室に転倒する。彼女はそこにあった無数の細い針金にからまれ、何者かによってナイフで腹を刺された末、喉を掻き切られて死亡する。
翌朝、サラの姿が見えないことを不審に思うスージーに、サラが荷物をまとめて退学していったとタナーが告げる。奇妙に思ったスージーは、サラの友人の精神科医フランクを訪ねて学院についての奇妙な出来事を相談するが、そこでフランクは学院の歴史と魔女についての話をし、より詳しいミリウス教授の話もその場で聞くことになる。学院は1901年にギリシャから来た「エレナ・マルコス」なるギリシャからの亡命者によって当初バレエと神秘学の学校として創設されたが、マルコスには「溜息の母」という魔女ではないかという疑いがあった。マルコスが富と名声を得るにつれて周りからの疑いはますます増えていったが、1905年に彼女は火事で亡くなり、学院はバレエ学校としてマルコスの教え子が引き継いだという。また、魔女は長老となる者を中心に契りを結んで集まりを形成し、長老から力を発揮するが、もし長老が死んだ場合はその集まりに参加していた魔女たちも一緒に死ぬという。
その夜、自分以外の生徒はボリショイ・バレエ団の公演を見に向かったため、誰もいない寄宿舎に戻ったスージーは意を決して、葡萄酒を捨て、秘密を暴こうとする。足音の数だけ廊下を歩くと、スージーは校長室にたどり着く。そこでスージーは、学院に到着した日に会ったパットが発した言葉を思い出す。彼女は壁にアイリスの飾りがあるのを見つけ、青いアイリスを回すと秘密のドアが開いた。奥の部屋では教師たちがスージーを呪う儀式をしている。この学院は魔女たちの館であり、バレエ教室はもともと魔女の儀式の踊りから派生したものだったのだ。
姿を見られたスージーは別の部屋に逃げ込むが、そこには長老のマルコスがカーテン越しのベッドにいる。スージーはカーテンを開けるが、そこには誰もいない。すると、マルコスの嘲笑と共に突然、サラの死体が動きだし、スージーに向かって襲いかかってくる。絶体絶命のピンチとなった時、雷の光がマルコスの透明な身体を光で浮かび上がらせた。スージーは全力を振り絞って、壊れたガラス製の孔雀の置物の羽根を取って、マルコスの喉を突き刺した。マルコスの断末魔のサイコキネシスにより館が崩れはじめる。教師たちの阿鼻叫喚の中、やっとのことで館の外に逃げ出すスージー。激しい雨の中スージーは笑みを浮かべながら去っていき、教師たちのものと思われる阿鼻叫喚の悲鳴の中、館が炎上する様をバックにエンドロールとなる。

## キャスト
| 役名                       | 俳優                     | 日本語吹替                                 | 日本語吹替                                   | 日本語吹替           |
| 役名                       | 俳優                     | TBS版                                      | テレビ東京版                                 | 旧DVD版              |
| -------------------------- | ------------------------ | ------------------------------------------ | -------------------------------------------- | -------------------- |
| スージー・バニヨン         | ジェシカ・ハーパー       | 岡本茉利                                   | 勝生真沙子                                   | 内川藍維             |
| ミス・タナー               | アリダ・ヴァリ           | 高橋和枝                                   | 谷育子                                       | 紗ゆり               |
| ブランク夫人               | ジョーン・ベネット       | 公卿敬子                                   | 京田尚子                                     | 西宏子               |
| サラ                       | ステファニア・カッシーニ | 山田礼子                                   | 高島雅羅                                     | 深水由美             |
| ミリウス教授               | ルドルフ・シュンドラー   | 千葉耕市                                   | 大木民夫                                     | 青山穣               |
| マーク                     | ミゲル・ボセ             | 伊藤淳一                                   | 川道信介                                     | 吉田孝               |
| ダニエル                   | フラヴィオ・ブッチ       | 市東昭秀                                   | 速水奨                                       | 樫井笙人             |
| パット・ヒングル           | エヴァ・アクセン         | 矢野陽子                                   | 山田栄子                                     | 中村千絵             |
| オルガ                     | バーバラ・マグノルフィ   | 有馬瑞香                                   | 有馬瑞香                                     | 市川まゆ美           |
| フランク・マンデル         | ウド・キア               | 市東昭秀                                   | 井上和彦                                     | 樫井笙人             |
| ナレーター（イタリア語版） | ダリオ・アルジェント     | 千葉耕市                                   | 大木民夫                                     | 青山穣               |
| その他                     |                          | 菊池紘子                                   | 浅井淑子 安達忍 山岡葉子 後藤真寿美 朝戸鉄也 | 桑島美由生 西敦子    |
|                            |                          |                                            |                                              |                      |
| 演出                       |                          | 早坂仁                                     | 田島荘三                                     | 多部博之             |
| 翻訳                       |                          | 磯村愛子                                   | 磯村愛子                                     | 蘭光太郎             |
| 制作                       |                          | ニュージャパンフィルム TBS                 | テレビ東京 コスモプロモーション              | コスモプロモーション |
| 初回放送                   |                          | 1979年10月1日 月曜ロードショー 21:02-22:55 | 1986年5月1日 木曜洋画劇場 21:00-22:54        | 1998年発売           |

- テレビ東京版はキングレコードから発売の新盤DVD、Blu-rayに収録。
- 旧DVD版はカルチュア・パブリッシャーズから発売の旧盤DVD、ハピネットから発売の4Kレストア版DVD（レンタル専用品）に収録。
- ハピネットから2016年9月2日に発売のHDリマスター/パーフェクト・コレクションBlu-rayには新盤DVD、Blu-rayに収録されているテレビ東京版に加え、TBS版、旧DVD版の全3種類の日本語吹替が収録。また、2019年には同社から4Kレストア版がUltra HD Blu-rayとして発売された[3]。

### 日本語版製作スタッフ
日本語字幕版
翻訳：落合寿和
TBS系「月曜ロードショー」版
吹替翻訳：磯村愛子
吹替演出：早坂仁
テレビ東京系「木曜洋画劇場」版
吹替翻訳：磯村愛子
吹替演出：田島荘三
1998年発売旧DVD収録版
吹替翻訳：蘭光太郎
吹替演出：多部博之

## 制作

### キャスティング
主人公のスージー役には脚本を担当したダリア・ニコロディが当初予定されていたが、米国の配給業者が米国で売りやすくするためアメリカ人の俳優を推薦し、ジェシカ・ハーパーを起用した。ニコロディにはスージーの友人サラ役が割り当てられたが、彼女はそれを拒否、オープニングの空港の1シーンのみカメオ出演している。

## その他
- 心霊映像が映っているとして有名である。これは冒頭、スージーがタクシーに乗り込んだ際に運転手の背中に口の開いた男の顔が映りこんでいるものである。これは、監督のアルジェントによる意図的な演出であるという説が根強い。また、日本のテレビ番組でこのシーンが紹介された際、ビートたけしは「カメラマンだね」と指摘した。たけしによると、カメラマンは目に集中するあまり口を開ける癖があるという。
- イタリア本国版では、冒頭のナレーションはダリオ・アルジェント本人が務めている。
- 序盤でパットが殺害されるシーンでは、その足元の血だまりにほうきに乗った魔女が描かれている。
- 物語の終盤、スージーがエレナを刺殺するのに使用するガラスの羽であるが、アルジェントの初監督作『歓びの毒牙』の原題（水晶の羽を持つ鳥）のメタファーとなっている。
- 本作はフランク・ヴェーデキントの『ミネハハ』をモチーフにしたとの説があるが、これは映画『エコール』の監督ルシール・アザリロヴィックの、勘違いによりインタビューで話した内容が宣伝材料とされて一人歩きしたものである。実際には『ミネハハ』は『サスペリア』の原作ではない。
- 映画の後半で太った婦人（調理人）が「ダレダ?」と聞こえる言葉を発しているが、これはロシア語で「そこにいるのは誰？ 誰なの？」（Кто это там? Кто там?〔クトー　エータ　ターム? クトー　ターム?〕）と言っている。
- 『サスペリア』のストーリーは一部の批評家からは単純であるとか、論理性がないなどと批判されている。アルジェントの映画はすべてが謎解き風の構成になっているのがネックだともいえる。『サスペリア』はスーパーナチュラルな存在を描いた作品であるにもかかわらず、アルジェントの初期の作品と同様に、犯人探しにポイントがおかれている。観客に犯人探しをさせようとするのはアルジェントが根っからのジャーロ作家で、このような展開にしないと気が済まないからかもしれない。『オーメン』や『エクソシスト』など、米国のオカルト映画は最初から悪魔の存在を観客に示しており、犯人探しの要素はない。そのために奇怪な殺人事件が次々に発生しても観客は納得する。しかし、『サスペリア』や『インフェルノ』では映画の途中で次々と発生する殺人事件の犯人が分からないばかりか、そもそも殺人が何のために行われているのかさえも不明である。映画の最後になって事件の背後には魔女がいたと分かる構成になっているため、映画の途中では観客にとって訳の分からない場面が続出するということになる。また『サスペリア』でも『インフェルノ』でも、殺人シーンは魔女自身の手で行われておらず、これがアルジェント作品の批判者からは論理性がない、分かり難いと批判される原因のひとつになっている。

## 反響

### 日本での反響
日本でも「決して、ひとりでは見ないでください」というキャッチフレーズと、あまりにも激烈な恐怖・残酷表現のため、もし映画館で鑑賞してショック死した場合1000万円を支払うという「ショック死保険」をつけ大ヒットした。また、『8時だョ!全員集合』で、志村けんがいかりや長介を指して「決して、ひとりでは見ないでください」というコントを披露している。
加えて、最初にスージーがタクシーに乗り、運転手に行き先を伝えるシーンで、雷光に照らされた車内隔壁ガラスの運転手の首元に一瞬、叫ぶような青い顔が映る。これはアルジェント本人が意図した演出（実際にアルジェント本人がこれを演じている）ではあるものの、日本では当時、本物の幽霊が映っていると話題となり、たびたび心霊・怪奇番組で映画に映ってしまった怪奇現象として紹介された。
その影響を受け、同配給会社が同監督の前作でサスペリアとは無関係の作品Profondo Rosso（1975年）に『サスペリアPART2』の題をつけて公開した。この作品は現在販売されているDVDでは「紅い深淵」という副題がつけられ、『サスペリア』と同梱のDVD－BOXとして本数限定で販売された。また、『サスペリア2000』という邦題のサスペンス映画は、『サスペリア』とは全く無関係である。
本作のテーマ曲は、後に日本の刑事ドラマ『相棒』Season 5の第16話「イエスタデイ」で、林泰文扮する人物が記憶を取り戻すシーンで使用された。

### 作品の評価
Rotten Tomatoesによれば、批評家の一致した見解は「アルジェント監督の古典的名作『サスペリア』は、血が惜しみなく注がれ、血みどろのレベルと同じくらい壮大で艶やかなジャッロ・ホラーである。」であり、59件の評論のうち高評価は93%にあたる55件で、平均点は10点満点中8.3点となっている。Metacriticによれば、11件の評論のうち、高評価は9件、賛否混在は2件、低評価はなく、平均点は100点満点中79点となっている。

## リメイク
2016年にリメイクされ、2018年に公開された。監督はルカ・グァダニーノ、出演はダコタ・ジョンソン、クロエ・グレース・モレッツ、ティルダ・スウィントンらで、オリジナル版の主演女優であるジェシカ・ハーパーも出演する。